# Futebol nos Jogos Olímpicos de Verão de 2000 - Masculino
O torneio masculino de futebol nos Jogos Olímpicos de Verão de 2000 foi disputado de 13 a 30 de setembro.
A seleção de Camarões derrotou a Espanha por 5 a 3 na disputa por pênaltis e conquistou pela primeira vez a medalha de ouro, a segunda para o continente africano.

## Medalhistas
|  | CMR Camarões |  | ESP Espanha |  | CHI Chile |
|  | Samuel Eto'o Serge Mimpo Clement Beaud Aaron Nguimbat Joël Epalle Modeste M'bami Patrice Abanda Nicolas Alnoudji Daniel Bekono Serge Branco Lauren Carlos Kameni Patrick Mboma Albert Meyong Daniel Ngom Kome Geremi Patrick Suffo Pierre Womé |  | David Albelda Iván Amaya Miguel Ángel Angulo Daniel Aranzubia Joan Capdevila Jordi Ferrón Gabri García Xavi Hernández Jesús María Lacruz Albert Luque Carlos Marchena Felip Ortiz Carles Puyol José María Romero Ismael Ruiz Raúl Tamudo Antonio Velamazán Unai Vergara |  | Pedro Reyes Nelson Tapia Iván Zamorano Javier di Gregorio Cristian Álvarez Francisco Arrué Pablo Contreras Sebastián González David Henríquez Manuel Ibarra Claudio Maldonado Reinaldo Navia Rodrigo Núñez Rafael Olarra Patricio Ormazábal David Pizarro Rodrigo Tello Mauricio Rojas |

## Equipes qualificadas
| África - Camarões - Marrocos - Nigéria - África do Sul Ásia - Coreia do Sul - Kuwait - Japão América do Norte, Central e Caribe - Honduras - Estados Unidos | América do Sul - Brasil - Chile Europa - Tchéquia - Itália - Eslováquia - Espanha Oceania - Austrália (país-sede) |

## Arbitragem
| África - TUN Mourad Daami - SEN Falla N'Doye - ZIM Felix Tangawarima Ásia - CHN Jun Lu - KUW Saad Mane América do Norte e Central - JAM Peter Prendergast - MEX Felipe Ramos Rizo | América do Sul - BRA Carlos Simon - CHI Mario Sánchez Yantén Europa - GER Herbert Fandel - FRA Stéphane Bré - SVK Ľuboš Micheľ Oceania - AUS Simon Micallef - NZL Bruce Grimshaw |

## Primeira fase

### Grupo A
| Seleção   | Pts | J | V | E | D | GP | GC | SG |
| --------- | --- | - | - | - | - | -- | -- | -- |
| Itália    | 7   | 3 | 2 | 1 | 0 | 5  | 2  | +3 |
| Nigéria   | 5   | 3 | 1 | 2 | 0 | 7  | 6  | +1 |
| Honduras  | 4   | 3 | 1 | 1 | 1 | 6  | 7  | –1 |
| Austrália | 0   | 3 | 0 | 0 | 3 | 3  | 6  | –3 |

| 13 de setembro de 2000 | Nigéria                                    | 3 – 3     | Honduras                     | Hindmarsh Stadium, Adelaide               |
| 18:30                  | Igbinadolor 50' · Agali 78' · Yakubu 90+1' | Relatório | Suazo 35', 76' · de León 60' | Público: 13 386 Árbitro: SVK Ľuboš Micheľ |

| 13 de setembro de 2000 | Austrália | 0 – 1     | Itália    | Melbourne Cricket Ground, Melbourne            |
| 20:00                  |           | Relatório | Pirlo 81' | Público: 93 252 Árbitro: JAM Peter Prendergast |

| 16 de setembro de 2000 | Itália                             | 3 – 1     | Honduras             | Hindmarsh Stadium, Adelaide         |
| 18:30                  | Comandini 12', 22' · Ambrosini 18' | Relatório | Comandini 29' (g.c.) | Público: 18 301 Árbitro: CHN Lu Jun |

| 16 de setembro de 2000 | Austrália              | 2 – 3     | Nigéria                               | Sydney Football Stadium, Sydney           |
| 20:00                  | Foxe 41' · Wehrman 44' | Relatório | Ikedia 16' · Aghahowa 22' · Agali 64' | Público: 38 080 Árbitro: BRA Carlos Simon |

| 19 de setembro de 2000 | Itália             | 1 – 1     | Nigéria   | Hindmarsh Stadium, Adelaide                    |
| 18:30                  | Okunowo 65' (g.c.) | Relatório | Lawal 40' | Público: 18 340 Árbitro: MEX Felipe Ramos Rizo |

| 19 de setembro de 2000 | Austrália          | 1 – 2     | Honduras      | Sydney Football Stadium, Sydney           |
| 20:00                  | Rosales 51' (g.c.) | Relatório | Suazo 3', 60' | Público: 37 788 Árbitro: TUN Mourad Daami |

### Grupo B
| Seleção       | Pts | J | V | E | D | GP | GC | SG |
| ------------- | --- | - | - | - | - | -- | -- | -- |
| Chile         | 6   | 3 | 2 | 0 | 1 | 7  | 3  | +4 |
| Espanha       | 6   | 3 | 2 | 0 | 1 | 6  | 3  | +3 |
| Coreia do Sul | 6   | 3 | 2 | 0 | 1 | 2  | 3  | –1 |
| Marrocos      | 0   | 3 | 0 | 0 | 3 | 1  | 7  | –6 |

| 14 de setembro de 2000 | Coreia do Sul | 0 – 3     | Espanha                                  | Hindmarsh Stadium, Adelaide                    |
| 18:30                  |               | Relatório | Velamazán 10' · José Mari 26' · Xavi 37' | Público: 14 060 Árbitro: MEX Felipe Ramos Rizo |

| 14 de setembro de 2000 | Marrocos   | 1 – 4     | Chile                                            | Melbourne Cricket Ground, Melbourne    |
| 20:00                  | Ouchla 79' | Relatório | Zamorano 36', 45+1' (pen), 55' · Navia 72' (pen) | Público: 22 654 Árbitro: KUW Saad Mane |

| 17 de setembro de 2000 | Coreia do Sul    | 1 – 0     | Marrocos | Hindmarsh Stadium, Adelaide                 |
| 18:30                  | Lee Chun-soo 53' | Relatório |          | Público: 12 753 Árbitro: GER Herbert Fandel |

| 17 de setembro de 2000 | Espanha    | 1 – 3     | Chile                       | Melbourne Cricket Ground, Melbourne            |
| 20:00                  | Lacruz 54' | Relatório | Olarra 24' · Navia 41', 90' | Público: 58 061 Árbitro: ZIM Felix Tangawarima |

| 20 de setembro de 2000 | Coreia do Sul     | 1 – 0     | Chile | Hindmarsh Stadium, Adelaide               |
| 18:30                  | Lee Dong-gook 28' | Relatório |       | Público: 16 309 Árbitro: SVK Ľuboš Micheľ |

| 20 de setembro de 2000 | Espanha                   | 2 – 0     | Marrocos | Melbourne Cricket Ground, Melbourne |
| 20:00                  | José Mari 33' · Gabri 90' | Relatório |          | Público: 24 623 Árbitro: CHN Lu Jun |

### Grupo C
| Seleção        | Pts | J | V | E | D | GP | GC | SG |
| -------------- | --- | - | - | - | - | -- | -- | -- |
| Estados Unidos | 5   | 3 | 1 | 2 | 0 | 6  | 4  | +2 |
| Camarões       | 5   | 3 | 1 | 2 | 0 | 5  | 4  | +1 |
| Kuwait         | 3   | 3 | 1 | 0 | 2 | 6  | 8  | –2 |
| Tchéquia       | 2   | 3 | 0 | 2 | 1 | 5  | 6  | –1 |

| 13 de setembro de 2000 | Camarões                              | 3 – 2     | Kuwait                       | Brisbane Cricket Ground, Brisbane           |
| 19:00                  | Alnoudji 37' · Mboma 76' · Lauren 86' | Relatório | Al-Mutairi 63' · Mubarak 88' | Público: 26 730 Árbitro: NZL Bruce Grimshaw |

| 13 de setembro de 2000 | Estados Unidos           | 2 – 2     | Tchéquia                          | Bruce Stadium, Canberra                   |
| 20:00                  | Albright 21' · Wolff 44' | Relatório | Jankulovski 28' · Došek 52' (pen) | Público: 24 800 Árbitro: BRA Carlos Simon |

| 16 de setembro de 2000 | Tchéquia                 | 2 – 3     | Kuwait                          | Brisbane Cricket Ground, Brisbane         |
| 19:00                  | Heinz 2' · Lengyel 90+1' | Relatório | Al-Mutairi 56' · Saeed 64', 73' | Público: 22 182 Árbitro: TUN Mourad Daami |

| 16 de setembro de 2000 | Estados Unidos | 1 – 1     | Camarões  | Bruce Stadium, Canberra                           |
| 20:00                  | Vagenas 64'    | Relatório | Mboma 16' | Público: 22 379 Árbitro: CHI Mario Sánchez Yantén |

| 19 de setembro de 2000 | Tchéquia  | 1 – 1     | Camarões   | Brisbane Cricket Ground, Brisbane           |
| 19:00                  | Došek 74' | Relatório | Lauren 24' | Público: 23 442 Árbitro: AUS Simon Micallef |

| 19 de setembro de 2000 | Estados Unidos                          | 3 – 1     | Kuwait    | Melbourne Cricket Ground, Melbourne         |
| 20:00                  | Califf 40' · Albright 63' · Donovan 88' | Relatório | Najem 83' | Público: 19 684 Árbitro: GER Herbert Fandel |

### Grupo D
| Seleção       | Pts | J | V | E | D | GP | GC | SG |
| ------------- | --- | - | - | - | - | -- | -- | -- |
| Brasil        | 6   | 3 | 2 | 0 | 1 | 5  | 4  | +1 |
| Japão         | 6   | 3 | 2 | 0 | 1 | 4  | 3  | +1 |
| África do Sul | 3   | 3 | 1 | 0 | 2 | 5  | 5  | 0  |
| Eslováquia    | 3   | 3 | 1 | 0 | 2 | 4  | 6  | –2 |

| 14 de setembro de 2000 | Brasil                                     | 3 – 1     | Eslováquia  | Brisbane Cricket Ground, Brisbane           |
| 19:00                  | Edu 30' · Čišovský 68' (g.c.) · Alex 90+1' | Relatório | Porázik 26' | Público: 24 616 Árbitro: AUS Simon Micallef |

| 14 de setembro de 2000 | África do Sul | 1 – 2     | Japão               | Bruce Stadium, Canberra                   |
| 20:00                  | Nomvethe 31'  | Relatório | Takahara 45+1', 79' | Público: 17 500 Árbitro: FRA Stéphane Bré |

| 17 de setembro de 2000 | Brasil  | 1 – 3     | África do Sul                             | Brisbane Cricket Ground, Brisbane           |
| 19:00                  | Edu 11' | Relatório | Fortune 10' · Nomvethe 74' · Lekoelea 90' | Público: 36 326 Árbitro: NZL Bruce Grimshaw |

| 17 de setembro de 2000 | Eslováquia  | 1 – 2     | Japão                    | Bruce Stadium, Canberra                  |
| 20:00                  | Porázik 83' | Relatório | Nakata 67' · Inamoto 74' | Público: 15 289 Árbitro: SEN Falla Ndoye |

| 20 de setembro de 2000 | Brasil  | 1 – 0     | Japão | Brisbane Cricket Ground, Brisbane         |
| 19:00                  | Alex 5' | Relatório |       | Público: 36 608 Árbitro: FRA Stéphane Bré |

| 20 de setembro de 2000 | Eslováquia               | 2 – 1     | África do Sul | Bruce Stadium, Canberra                           |
| 20:00                  | Czinege 47' · Šlahor 72' | Relatório | McCarthy 75'  | Público: 14 562 Árbitro: CHI Mario Sánchez Yantén |

## Fase final
|  | Quartas de final           | Quartas de final           |                         |       | Semifinais     | Semifinais     |  |  | Final                   | Final |
|  |                            |                            |                         |       |                |                |  |  |                         |       |
|  | 23 de setembro – Canberra  |                            |                         |       |                |                |  |  |                         |       |
|  |                            |                            |                         |       |                |                |  |  |                         |       |
|  | Estados Unidos (pen)       | 2 (5)                      |                         |       |                |                |  |  |                         |       |
|  | Estados Unidos (pen)       | 2 (5)                      | 26 de setembro – Sydney |       |                |                |  |  |                         |       |
|  | Japão                      | 2 (4)                      |                         |       |                |                |  |  |                         |       |
|  | Japão                      | 2 (4)                      | Estados Unidos          | 1     |                |                |  |  |                         |       |
|  | 23 de setembro – Sydney    |                            | Estados Unidos          | 1     |                |                |  |  |                         |       |
|  |                            | Espanha                    | 3                       |       |                |                |  |  |                         |       |
|  | Itália                     | Espanha                    | 3                       | 0     |                |                |  |  |                         |       |
|  | Itália                     |                            | 30 de setembro – Sydney | 0     |                |                |  |  |                         |       |
|  | Espanha                    | 1                          |                         |       |                |                |  |  |                         |       |
|  | Espanha                    | 1                          | Espanha                 | 2 (3) |                |                |  |  |                         |       |
|  | 23 de setembro – Brisbane  |                            | Espanha                 | 2 (3) |                |                |  |  |                         |       |
|  |                            | Camarões (pen)             | 2 (5)                   |       |                |                |  |  |                         |       |
|  | Brasil                     | Camarões (pen)             | 2 (5)                   | 1     |                |                |  |  |                         |       |
|  | Brasil                     | 26 de setembro – Melbourne |                         | 1     |                |                |  |  |                         |       |
|  | Camarões (pro)             | 2                          |                         |       |                |                |  |  |                         |       |
|  | Camarões (pro)             | 2                          | Camarões                | 2     | Terceiro lugar | Terceiro lugar |  |  |                         |       |
|  | 23 de setembro – Melbourne |                            | Camarões                | 2     | Terceiro lugar | Terceiro lugar |  |  |                         |       |
|  |                            | Chile                      | 1                       |       |                |                |  |  |                         |       |
|  | Chile                      | Chile                      | 1                       | 4     | Estados Unidos | 0              |  |  |                         |       |
|  | Chile                      |                            |                         | 4     | Estados Unidos | 0              |  |  |                         |       |
|  | Nigéria                    | 1                          |                         | Chile | 2              |                |  |  |                         |       |
|  | Nigéria                    | 1                          |                         |       | 2              |                |  |  |                         |       |
|  |                            |                            |                         |       |                |                |  |  | 29 de setembro – Sydney |       |
|  |                            |                            |                         |       |                |                |  |  |                         |       |

### Quartas de final
| 23 de setembro de 2000 | Estados Unidos          | 2 – 2 (pro) | Japão                         | Hindmarsh Stadium, Adelaide                    |
| 18:30                  | Wolff 68' · Vagenas 90' | Relatório   | Yanagisawa 30' · Takahara 72' | Público: 18 345 Árbitro: ZIM Felix Tangawarima |

|                                       |       | Penalidades                            |  |
| Vagenas Agoos Donovan Wolff Victorine | 5 – 4 | Nakamura Inamoto Morioka Nakata Myojin |  |

| 23 de setembro de 2000 | Brasil           | 1 – 2 (pro) | Camarões               | Brisbane Cricket Ground, Brisbane           |
| 19:00                  | Ronaldinho 90+4' | Relatório   | Mboma 17' · Mbami 113' | Público: 37 332 Árbitro: GER Herbert Fandel |

| 23 de setembro de 2000 | Itália | 0 – 1     | Espanha   | Sydney Football Stadium, Sydney           |
| 20:00                  |        | Relatório | Gabri 86' | Público: 38 134 Árbitro: BRA Carlos Simon |

| 23 de setembro de 2000 | Chile                                                | 4 – 1     | Nigéria   | Melbourne Cricket Ground, Melbourne    |
| 20:00                  | Contreras 17' · Zamorano 18' · Navia 42' · Tello 65' | Relatório | Agali 76' | Público: 44 425 Árbitro: KUW Saad Mane |

### Semifinal
| 26 de setembro de 2000 | Espanha                                 | 3 – 1     | Estados Unidos | Sydney Football Stadium, Sydney           |
| 20:00                  | Tamudo 16' · Angulo 25' · José Mari 87' | Relatório | Vagenas 42'    | Público: 39 800 Árbitro: TUN Mourad Daami |

| 26 de setembro de 2000 | Chile             | 1 – 2     | Camarões               | Melbourne Cricket Ground, Melbourne       |
| 20:00                  | Abanda 78' (g.c.) | Relatório | Mboma 84' · Lauren 89' | Público: 64 338 Árbitro: FRA Stéphane Bré |

### Disputa pelo bronze
| 29 de setembro de 2000 | Estados Unidos | 0 – 2     | Chile             | Sydney Football Stadium, Sydney             |
| 20:00                  |                | Relatório | Zamorano 69', 84' | Público: 26 381 Árbitro: AUS Simon Micallef |

### Final
| 30 de setembro de 2000 | Espanha               | 2 – 2 (pro) | Camarões                     | Stadium Australia, Austrália                    |
| 12:00                  | Xavi 2' · Gabri 45+2' | Relatório   | Amaya 53' (g.c.) · Eto'o 58' | Público: 104 098 Árbitro: MEX Felipe Ramos Rizo |

|                              |       | Penalidades                    |  |
| Xavi Capdevila Amaya Albelda | 3 – 5 | Mboma Eto'o Geremi Lauren Womé |  |

## Classificação final
| Pos.              | Equipe              | PG | J | V | E | D | GP | GC | SG |
| ----------------- | ------------------- | -- | - | - | - | - | -- | -- | -- |
| Medalha de ouro   | CMR Camarões        | 12 | 6 | 3 | 3 | 0 | 11 | 8  | +3 |
| Medalha de prata  | ESP Espanha         | 13 | 6 | 4 | 1 | 1 | 12 | 6  | +6 |
| Medalha de bronze | CHI Chile           | 12 | 6 | 4 | 0 | 2 | 14 | 6  | +8 |
| 4                 | USA Estados Unidos  | 6  | 6 | 1 | 3 | 2 | 9  | 11 | –2 |
| 5                 | ITA Itália          | 7  | 4 | 2 | 1 | 1 | 5  | 3  | +2 |
| 6                 | JPN Japão           | 7  | 4 | 2 | 1 | 1 | 6  | 5  | +1 |
| 7                 | BRA Brasil          | 6  | 4 | 2 | 0 | 2 | 6  | 6  | 0  |
| 8                 | NGR Nigéria         | 5  | 4 | 1 | 2 | 1 | 8  | 10 | –2 |
| 9                 | KOR Coreia do Sul   | 6  | 3 | 2 | 0 | 1 | 2  | 3  | –1 |
| 10                | HON Honduras        | 4  | 3 | 1 | 1 | 1 | 6  | 7  | –1 |
| 11                | RSA África do Sul   | 3  | 3 | 1 | 0 | 2 | 5  | 5  | 0  |
| 12                | KUW Kuwait          | 3  | 3 | 1 | 0 | 2 | 6  | 8  | –2 |
| 13                | SVK Eslováquia      | 3  | 3 | 1 | 0 | 2 | 4  | 6  | –2 |
| 14                | CZE República Checa | 2  | 3 | 0 | 2 | 1 | 5  | 6  | –1 |
| 15                | AUS Austrália       | 0  | 3 | 0 | 0 | 3 | 3  | 6  | –3 |
| 16                | MAR Marrocos        | 0  | 3 | 0 | 0 | 3 | 1  | 7  | –6 |

## Artilharia
6 gols (1)
- CHI Iván Zamorano

4 gols (3)
- CMR Patrick Mboma
- CHI Reinaldo Navia
- HON David Suazo